# Elżbieta Czuma
Elżbieta Maria Czuma, z d. Sojka (ur. 8 czerwca 1954 w Poznaniu) – działaczka ROPCiO, instruktorka harcerska ZHR.

## Życiorys
Absolwentka Wydziału Architektury na Politechnice Szczecińskiej i teologii na Uniwersytecie Kardynała Stefana Wyszyńskiego. Aktywna w duszpasterstwie akademickim Szczecina (objęta inwigilacją SB od 1975 r.). Aktywna uczestniczka Ruchu Obrony Praw Człowieka i Obywatela, organizatorka Studenckiego Komitetu Solidarności w Szczecinie i autorka jego deklaracji. 2 sierpnia 1978 organizatorka spotkania SKS-ów Szczecina, Wrocławia, Krakowa, Gdańska i Poznania, rozbitego przez SB wskutek donosu TW. Wielokrotnie represjonowana i szykanowana na uczelni. Po wyjściu za mąż za Benedykta Czumę i przeniesieniu się do Łodzi aktywnie współdziałała w prowadzeniu Punktu Konsultacyjno-Informacyjnego oraz Klubu Swobodnej Dyskusji ROPCiO w tym mieście.
Razem z mężem zajmowała się drukiem i kolportażem wydawnictw ROPCiO. Wydała antologię poezji niedopuszczonej do druku przez cenzurę. Po sierpniu 1980 zaangażowana w „Solidarności” m.in. poprzez pisanie artykułów do tygodnika „Solidarność Ziemi Łódzkiej”. W tym czasie urodziła dwoje dzieci.
„Za wybitne zasługi w działalności na rzecz przemian demokratycznych w Polsce” 16 marca 2007 została odznaczona przez Prezydenta Rzeczypospolitej Polskiej Lecha Kaczyńskiego Krzyżem Oficerskim Orderu Odrodzenia Polski. Uroczystość, w trakcie której odznaczono zasłużonych działaczy i współpracowników ROPCiO odbyła się w Pałacu Prezydenckim w związku z 30. rocznicą powstania Ruchu.
Harcmistrzyni, w okresie od 15 września 2005 do 13 marca 2010 pełniła funkcję komendantki Łódzkiej Chorągwi Harcerek ZHR. Była także członkinią Rady Naczelnej ZHR (2010-2012) oraz Komisji Harcmistrzyń ZHR (2008-2010). Matka pięciorga dzieci.